# Putzi (Zahncreme)
Putzi ist der Produktname einer in der DDR entwickelten Kinderzahncreme, die auch nach der Wende noch unter diesem Namen angeboten wird.

## DDR-Zeit
Das Produkt kam 1957 in den Handel und wurde in Dresden vom VEB Elbe-Chemie, dem Nachfolger des enteigneten Dresdner Traditionsunternehmen Leowerke entwickelt und hergestellt.
Die erste Geschmacksrichtung war „Banane“ und kurz darauf folgten „Himbeere“ und „Schoko“. Wegen des Zuckergehalts verführte sie die Kinder nicht nur zum Putzen, sondern auch zum Verspeisen der Creme. So kam es in den 1960er Jahren zu der nicht ganz so süßen einheitlichen Geschmacksrichtung mit der Bezeichnung „fruchtig“.
Als weitere Putzi-Produkte wurden zu DDR-Zeiten auch Zahnbürsten und -becher angeboten. Dies teilweise auch als Set in einer Geschenkpackung. Putzi war die einzige Kinderzahncreme in der DDR und wurde erfolgreich in andere Länder Osteuropas exportiert.

## Nach 1989
In der Gegenwart wird die Zahncreme in der Dresdener Firma Dental-Kosmetik GmbH & Co. KG produziert und in den zuckerfreien Geschmacksrichtungen „Tutti Frutti + Calcium“ und „Erdbeere“ angeboten. Ergänzend dazu gibt es Putzi-Zahnbürsten und Putzi-Zahnpflegekaugummi.

## Werbefiguren
In den Anfangsjahren wurde die Zahncreme mit einem stilisierten Matrosen beworben. Ab Anfang der 1960er Jahre wurde das „Sandmännchen“ das Maskottchen des Produkts und zehn Jahre später folgte der Teddy-Bär „Bummi“. Nach 1989 kam es zu einem Dinosaurier-Baby als Maskottchen.

## Weblink
- putzi.de: Historie mit vielen Fotos